# There You Go
"There You Go" este un cântec co-scris și realizat de cântăreața americană P!nk. Acesta a fost primul ei single de pe albumul ei de debut Can't Take Me Home. Melodia a ajuns pe locul șapte pe Billboard Hot 100, numărul doi la Australian ARIA Singles Chart și numărul șase pe UK Singles Chart.  
"There You Go" a fost scris de P!nk, Kevin "She'kspere" Briggs și Kandi Burruss. Acesta a fost, de asemenea, produs de "She'kspere". Piesa este despre o relație care P!nk a încheiat-o, dar fostul iubit o vrea înapoi pe P!nk.

## Informații despre piesă
- Rob Brunner a spus că această e foarte similară cu 'Bills, Bills, Bills' de la Destiny's Child și cu 'No Scrubs' de la TLC, doar că P!nk are ceva special în voce care face să nu sune așa de similar această cu celelalte 2 meționate mai sus.
- Și 'Bills, Bills, Bills' de la Destiny's Child și There You Go sunt amândouă scrise de Kevin "She'kspere" Briggs.